# Eustrotia girba
Eustrotia girba là một loài bướm đêm trong họ Noctuidae.